# Scheludjowo
Scheludjowo (russisch Желудёво, deutsch Prosit) ist ein kleiner Ort in der russischen Oblast Kaliningrad (Gebiet Königsberg (Preußen)). Er liegt im Rajon Prawdinsk (Kreis Friedland (Ostpr.)) und gehört zur Mosyrskoje selskoje posselenije (Landgemeinde Mosyr (Klein Gnie, 1938–1945 Kleingnie)).

## Geographische Lage
Scheludjowo liegt drei Kilometer südöstlich von Mosyr (Klein Gnie) an einer Stichstraße, die von der Nebenstraße von Mosyr an der russischen Fernstraße R 508 nach Oserki (Georgenfelde) abzweigt. Bis 2001 war Mosyr die nächste Bahnstation an der Bahnstrecke Toruń–Tschernjachowsk (Thorn–Insterburg), die auf dem russischen Streckenabschnitt außer Betrieb gestellt worden ist.

## Geschichte
Das früher Prosit genannte Dorf ist in seiner Geschichte bis auf den heutigen Tag aufs Engste mit Klein Gnie (ab 1947 russisch: Mosyr) verbunden. Als Ortsteil von Klein Gnie gehörte es von 1874 bis 1945 zum Amtsbezirk Klein Gnie (1932–1945 Amtsbezirk Gnie) im Landkreis Gerdauen im Regierungsbezirk Königsberg der preußischen Provinz Ostpreußen.
Infolge des Zweiten Weltkrieges kam das nördliche Ostpreußen und mit ihm auch Prosit zur Sowjetunion, welches 1947 die neue Bezeichnung „Scheludjowo“ erhielt. Die Beziehung zu Klein Gnie (russisch: Mosyr) blieb: bis zum Jahr 2009 war Scheludjowo in der seit 1991/92 russischen Oblast Kaliningrad in den Mosyrski sowjet (Dorfsowjet Mosyr) eingegliedert und ist seither – aufgrund einer Struktur- und Verwaltungsreform – eine als „Siedlung“ eingestufte Ortschaft innerhalb der Mosyrskoje selskoje posselenije (Landgemeinde Mosyr) im Rajon Prawdinsk.

## Kirche
Kirchlich war Prosit vor 1945 mit seiner überwiegend evangelischen Bevölkerung in das Kirchspiel Klein Gnie (Mosyr) eingepfarrt. Es gehörte zum Kirchenkreis Gerdauen (russisch: Schelesnodoroschny) innerhalb der Kirchenprovinz Ostpreußen der Kirche der Altpreußischen Union.
Heute liegt Scheludjowo innerhalb der Kirchenregion Tschernjachowsk (Insterburg), die zur Propstei Kaliningrad der Evangelisch-Lutherischen Kirche Europäisches Russland gehört.